# Arxiu Capitular d'Urgell
L'Arxiu Capitular d'Urgell (ACU), també conegut com a Arxiu Capitular de la Seu d'Urgell, és un arxiu eclesiàstic a la Seu d'Urgell. Conté 385 metres lineals de fons que abasten els segles IX-XIX. Conté la documentació custodiada pel capítol catedralici (capítol de canonges), format per uns 6.000 pergamins, el més antic dels quals data de l'any 815, i l'acta de consagració de la catedral.
En destaca el document de l'any 815 procedent del monestir de Codinet, 152 còdexs procedents de l'antiga Biblioteca Capitular, dels segles X-XVI, el Beatus de la Seu d'Urgell, i 105 incunables. També hi destaquen el fons de la Pietat (1516-1831), protocols notarials de la ciutat dels segles xiii i XIV, enquestes i actes processals des de finals del segle xvi fins al segle xix, i documentació d'antics monestirs com Sant Serni de Tavèrnoles i Santa Cecília d'Elins, de la col·legiata de Castellbò i del convent dominicà de la Seu d'Urgell (1266-1835).
Actualment, i des de l'any 2014, l'Arxiu Capitular i Diocesà d'Urgell s'alberga a l'edifici conegut com l'església dels Dolors, situada darrera la catedral. Abans, de 1978 al 2014 s'havia ubicat al Palau Episcopal de la Seu, compartint espai amb l'Arxiu Diocesà d'Urgell (ADU) i abans havia estat ubicat al primer pis d'un dels edificis annexos al claustre de la catedral. Mossèn Benigne Marquès és actualment l'arxiver d'ambdós arxius.
A l'Arxiu Capitular d'Urgell hi trobem els serveis de biblioteca auxiliar, consulta de documents (amb targeta d'investigador) i servei de fotocopiadora i microfilm.

## Història
L'Arxiu Capitular d'Urgell és un dels arxius eclesiàstics més destacables de Catalunya atesa l'antiguitat i el valor dels pergamins que s'hi conserven. El pergamí més antic que hi trobem és un document del monestir de Codinet de l'any 815. Tanmateix, la sèrie dels pergamins de l'Arxiu Capitular d'Urgell no s'inicià fins a la reconstrucció del Bisbat i de la catedral, consagrada l'any 819, després que l'any 793 l'exèrcit musulmà d'Abd-al-Màlik la destruís. L'activitat de l'Arxiu Capitular d'Urgell va començar quan la documentació d'antics monestirs desapareguts del Bisbat d'Urgell com els de Codinet, Tavèrnoles, Santa Cecília d'Elins, el convent dels dominics de la Seu d'Urgell i de la col·legiata de Castellbò es va dipositar en aquest Arxiu Capitular. Així doncs, la documentació més antiga que hi trobem data dels segles IX i comprèn fins al segle xix amb un conjunt d'uns 6.000 pergamins, dels quals els pertanyents als segles IX-XII formen la documentació més important i valuosa de l'arxiu del Palau Episcopal d'Urgell.
Durant la Guerra Civil Espanyola, la Generalitat de Catalunya va fer traslladar la documentació de diversos arxius i biblioteques eclesiàstics a la Biblioteca de Catalunya per a protegir-la de possibles agressions. D'aquesta manera, la documentació de l'Arxiu Capitular d'Urgell es va traslladar a Barcelona, però malauradament no es va poder mantenir l'ordenament original dels pergamins, atès que el trasllat es va realitzar amb urgència. A més, quan els pergamins que formen part de l'Arxiu Capitular d'Urgell es van retornar, no es va refer l'ordenament inicial d'aquests. Acabada la Guerra, l'any 1939, les autoritats van ordenar que la documentació es retornés als seus llocs d'origen, tanmateix aquest retorn no es va produir d'una forma completa i total, ja que alguns dels còdexs urgellencs encara es conserven en l'actualitat a la Biblioteca de Catalunya.

## Investigadors dels arxius d'Urgell
Els documents de l'Arxiu Capitular d'Urgell han estat objecte d'estudi de diferents investigadors. Pere de la Marca i Guillem Costa al segle xvii varen ser pioners pel que fa a l'estudi d'aquests documents, però serà a partir del segle xix que s'intensificarà aquest interès amb documentalistes com ara Jaume Villanueva, Joaquim Plandolit i Charles Baudon de Mony. Al segle xx podem destacar, entre d'altres, els investigadors Joaquim Miret i Sans; Paul Kehr; Ramon d'Abadal autor de l'obra “La Catalunya Carolíngia”; i Cebrià Baraut i Obiols; però especialment Pere Pujol i Tubau, el qual en va ser també l'arxiver. Benigne Marquès, actual arxiver de l'Arxiu Capitular d'Urgell, atribueix a Pere Pujol i Tubau “el mèrit de descobrir, estudiar i publicar, entre els documents les peces més valuoses i principals.”, entre els quals destaca el dels Greuges dels homes de Sant Pere de Graudescales, un dels primers documents complets en llengua catalana. Cebrià Baraut i Obiols també destacava la importància i aportació dels estudis del Mossèn Pujol “al coneixement de la cultura, la llengua, l'escriptura (visigòtica i carolíngia), el dret, l'art, l'hagiografia i la litúrgia de la comarca de l'Alt Urgell durant l'edat mitjana i en èpoques més avançades.”

## Fons i sèries documentals[6][7]
| Fons i sèries | Dates                                                                                     | Llibres                   | Lligalls |
| # CAPITULARIS - Antics - Moderns - Obra - Tavèrnoles - Dominics de Puigcerdà | s. IX-XIV s. XV-XVIII s. X-XIII s. IX-XIII s. XV-XVI                                      | 2 2 1                     | _ _ 1 _  |
| # ACTIVITATS DEL CAPÍTOL - Estatuts i conclusions del capítol - Actes Capitulars - Registre del Capítol - Correspondència - Sínodes - Celebracions de Misses de “Torn i Taula”                                                                                           | 1310-1810 1853-1946 1326-1763 1555-1856 segle xiii-XIX 1548-1872                          | 13 6 49 54 4 16           | _ _      |
| # ACTIVITATS ECONÒMIQUES - Capbreus de diverses poblacions - Llevadors, Censals, Rendes - “Racional” - “Liber Archivii” i altres comptes - Subsidi de “Quarta” - Subsidi del “Excusat” - Distribucions: la “Grossa” - Distribucions: la “Menuda” - Distribucions: “Spes” | 1423-1804 1849-1863 1458-1785 1460-1894 1429-1787 1575-1808 1566-1835 1531-1756 1572-1771 | 85 102 26 3 20 18 15 14 8 | _ _      |
| # COMUNITAT DE PREVERES DE “LA PIETAT” - Conclusions i Actes - Misses de “Torn” i Conventuals - Receptoria - Censals i Rendes - “Racional” - Dipòsits | 1512-1834 1525-1735 1600-1795 1595-1631 1596-1801 1700-1831                               | 6 5 25 3 2 6              | _ _      |
| # PROTOCOLS NOTARIALS DE LA SEU D'URGELL - Protocols Notarials - Testament | 1255-1798 1287-1412                                                                       | 272 6                     | _ _      |
| # L'OBRA DE LA CATEDRAL - Llevadors de l'obra | 1450-1855                                                                                 | 26                        | _        |
| # OBRES PIES - Causes Pies - Pia Almoina - Fundacions | 1550-1854 1550-1885 s. XVII-XVIII                                                         | 12 8                      | _ _      |
| # ACTES PROCESSALS - Enquestes de diverses poblacions - Processos varis | 1583-1877 1326-1819                                                                       | 20 56                     | _ 76     |
| LLIGALLS DIVERSOS BIBLIOTECA CAPITULAR INCUNABLES PERGAMINS: 5.950 PAPIRS: 1 | segle xiv-XIX s. X-XVI s. XV 815-1787 1001                                                | _ 152 105 _               | 550 _    |